# Phyllophila griseola
Phyllophila griseola är en fjärilsart som beskrevs av Felder 1874. Phyllophila griseola ingår i släktet Phyllophila och familjen nattflyn. Inga underarter finns listade i Catalogue of Life.